# Francesco Gerbaldi
Francesco Gerbaldi (* 29. Juli 1858 in La Spezia; † 29. Juni 1934 in Pavia) war ein italienischer Mathematiker, der sich mit Algebraischer Geometrie befasste.

## Leben
Gerbaldi studierte an der Universität Turin mit dem Laurea-Abschluss 1879 und war dann dort Assistent von Enrico D’Ovidio in Turin, war einige Zeit zu weiterem Studium in Deutschland, war in Pavia und Rom, bevor er 1890 nach dem Gewinn eines Wettbewerbs Professor an der Universität Palermo wurde. Er war dort Kollege von Giovanni Guccia, dem Gründer des Circolo Matematico di Palermo, und förderte das Ansehen der Mathematischen Fakultät der Universität, indem er Mathematiker wie Giuseppe Bagnera, Michele De Franchis, Pasquale Calapso und Michele Cipolla holte. 1908 wechselte er an die Universität Pavia. 1931 ging er in den Ruhestand.
Er ist für den Satz von Gerbaldi bekannt, der Konstruktion von sechs paarweise apolaren linear unabhängigen Quadriken (nicht entartete ternäre quadratische Formen). Später untersuchte er die Symmetriegruppen dieser sechs Quadriken und fand 1898, dass diese die Valentiner Gruppe ist, eine vom dänischen Mathematiker Herman Valentiner (1850–1913) 1889 gefundene und weiter von Anders Wiman untersuchte endliche Gruppe der Ordnung 1080, die isomorph zur alternierenden Gruppe von sechs Elementen ist und eine Untergruppe der Automorphismen der komplexen projektiven Ebene ist.
1897 hielt er einen Vortrag auf dem ersten Internationalen Mathematikerkongress in Zürich (Sul gruppo semplice di 360 collineazione piane).